# الأكامة (جبلة)

تعديل مصدري - تعديل

الأكامة هي إحدى قرى عزلة وراف بمديرية جبلة التابعة لمحافظة إب، بلغ تعداد سكانها 275 نسمة حسب تعداد اليمن لعام 2004.